# Trichonius fasciatus
Trichonius fasciatus là một loài bọ cánh cứng trong họ Cerambycidae.